# Intellectual Property Committee
Das Intellectual Property Committee (IPC) war ein Zusammenschluss von 13 US-amerikanischen Firmen während der Uruguay-Runde der GATT-Vertragspartner (1986–1994). Das IPC war massiv an der Entstehung des TRIPS der aus dem Abschlussdokument der Uruguay-Runde (15. April 1994) entstandenen Welthandelsorganisation (WTO) beteiligt.
Im Einzelnen waren die Konzerne: Bristol-Myers, DuPont, General Electric, General Motors, Hewlett-Packard, IBM, Johnson & Johnson, Merck & Co., Inc., Monsanto, Pfizer, Rockwell International und Time Warner.
Diese Konzerne hatten ein Interesse, dass die Welthandelsorganisation künftig nicht nur die Regeln für internationalen Warenverkehr (GATT) und Dienstleistungen (GATS), sondern auch für geistiges Eigentum international festlegen und überwachen sollte (TRIPS). 
Unter geistiges Eigentum fallen zum Beispiel Musik oder Filme, die Time-Warner vor internationalen Schwarzkopien schützen wollte. Weiter kann zum Beispiel Monsanto Patente auf Maissorten anmelden, die dann nur noch unter Lizenz und gegen Gebühr angebaut werden dürfen, auch wenn sie in den betroffenen Regionen schon seit Jahrhunderten angebaut werden.
James Enyart (Monsanto): „Das, worüber ich gerade berichtet habe, hat es in der Gatt-Geschichte noch nie gegeben: Die Industrie wurde auf ein größeres Problem im internationalen Handel aufmerksam. Sie entwarf eine Lösung, reduzierte sie auf einen konkreten Vorschlag und ließ diesen von den eigenen und vielen anderen Regierungen absegnen.“ („Pirates are Seizing the Genome“ in: The Guardian; 28. Oktober 1999)